# Tatsuya Endō
Tatsuya Endō (遠藤 達哉 Endō Tatsuya?, nacido el 23 de julio de 1980) es un mangaka japonés que es conocido por ser el creador de la serie de manga Spy × Family. Endō tuvo éxito anterior con títulos como TISTA y Gekka Bijin, pero no a la misma escala que Spy × Family, que se publica en la revista en línea Shōnen Jump+ y que cuenta con más de diez millones de copias físicas y digitales en circulación dentro de sus primeros siete volúmenes.

## Primeros años
Desde su infancia, Endō aspiraba a convertirse en mangaka. Su familia estaba compuesta por su padre y su hermano. Sus actores y actrices favoritos son Bruce Lee, Hiroshi Abe, Meg Ryan y Odrey Toto. Sus mangaka favoritos son Akira Toriyama, Hiroyuki Nishimori, y Minetarō Mochizuki. Sus hobbys incluyen esquí, baloncesto y juegos de pelota basados en raquetas.

## Carrera
Antes de debutar, Endō trabajó como asistente para la serie de manga Ao no Exorcist y Fire Punch. Fue guiado por los mangaka Yasuhiro Kanō y Yoshiyuki Nishi. Como muchos artistas de manga, Endō comenzó su carrera creando one-shots. Algunas de estas historias únicas tendrían influencias hacia su manga posterior. Después de terminar TISTA y Gekka Bijin para Jump Square y terminar tres one-shots con el editor Shihei Lin, a quien Endō había conocido y trabajado durante más de 10 años, los dos comenzaron a planear una serie que aparecería en Shōnen Jump+. Este manga combinaría lo que Lin pensó que eran las fortalezas de los trabajos anteriores de Endō; Rengoku no Ashe, Ishi ni Usubeni, Tetsu ni Hoshi e ISpy, creando Spy × Family. Lin afirmó que la recepción de Spy × Family por parte de su departamento editorial fue tan buena que su serialización fue «prácticamente decidida» antes de que se realizará una reunión oficial. Spy × Family pasaría a formar parte de los diez mejores mangas más populares en su sitio web a partir de 2019.

### Premios
- En 2019 Spy × Family ocupó el primer lugar en la categoría de manga web de Next Manga Award.[6]

## Estilo
Al comienzo de su carrera, Endō solo había estado publicando historias maduras. Esto es especialmente cierto para sus primeros títulos TISTA y Rengoku no Ashe, que tratan sobre un asesino de serial y la caza de brujas respectivamente. Después de trabajar en tanto manga con tonos oscuros, su editor, Shihei Lin, animó a Endō a crear un «manga más brillante y alegre». El one-shot, ISpy, podría verse como una pieza de transición entre las narrativas oscuras y brillantes de Endō, ya que incorpora los temas maduros de sus primeros trabajos sin dejar de ser un «título alegre» como Lin había sugerido. Su trabajo en Spy × Family es el primero que se desvía por completo en lo que se considera un manga alegre.
Lin afirma que a Endō le gusta pensar en cada detalle de una trama. Cuando se le propone una idea sobre su historia, Endō señalará rápidamente cualquier contradicción. Esto, junto con su necesidad de crear personajes profundos y bien pensados, lo ha llevado a contar historias que muestran un cambio positivo o negativo en el estado psicológico de sus personajes. Endō siempre busca mejorar la calidad de su trabajo, por lo que lee muchos manga, novelas y libros.

## Trabajos

### Manga
| Nombre                                             | Formato  | Año           | Serialización      | Notas                                                                   |
| -------------------------------------------------- | -------- | ------------- | ------------------ | ----------------------------------------------------------------------- |
| Seibu Yuugi (西部遊戯)                             | One-shot | 2000          | Shūkan Shōnen Jump |                                                                         |
| Gekka Bijin (月華美刃)                             | One-shot | 2000          | Shūkan Shōnen Jump | Número 51, el predecesor de la versión serializada.                     |
| WITCH CRAZE                                        | One-shot | 2001          | Shūkan Shōnen Jump |                                                                         |
| PMG-0                                              | One-shot | 2004          | Shūkan Shōnen Jump |                                                                         |
| TISTA (ティスタ)                                   | Serial   | 2007–2008     | Jump Square        |                                                                         |
| Shihou Yuugi (四方遊戯 遠藤達哉短編集)             | Serial   | 2008          | Shūeisha           | Una recopilación de historias cortas                                    |
| Gekka Bijin (月華美刃)                             | Serial   | 2010–2012     | Jump Square        |                                                                         |
| Rengoku no Ashe (煉獄のアーシェ)                   | One-shot | 2014          | Jump Square        |                                                                         |
| Ishi ni Usubeni, Tetsu ni Hoshi (石に薄紅、鉄に星) | One-shot | 2017          | Jump Square        |                                                                         |
| ISpy                                               | One-shot | 2018          | Jump Square        |                                                                         |
| Spy × Family                                       | Serial   | 2019–presente | Shōnen Jump+       | Primer lugar en la categoría de manga web del Next Manga Award de 2019. |

### Como ilustrador
| Nombre                                                 | Formato  | Año  | Autor                       | Serialización      |
| ------------------------------------------------------ | -------- | ---- | --------------------------- | ------------------ |
| Rooftop Detective-Octane (屋上探偵（オクタン))         | One-shot | 2006 | Tomohito Ohsaki (大崎 知仁) | Shūkan Shōnen Jump |
| Yamamoto-kun Aflicción (山本くんの怪難 北陸魔境勤労記) | Libro    | 2011 | Hinako Kakuno (雀野 日名子) | Media Factory      |
| Kuroniko El Exilio (流浪刑のクロニコ)                  | Libro    | 2013 | Takahiro Kanno (菅野 隆宏)  | Shūeisha           |